# Verkoop
Verkoop is het leveren van goederen of diensten aan derden tegen betaling. De verkoop kan plaatsvinden tussen twee bedrijven (b2b, business to business) of tussen een bedrijf en een consument (b2c, business to consumer). Minder belangrijk maar niet onmogelijk is de verkoop onder particulieren (C2C, consumer to consumer).

## Verkoop en marketing
Veel organisaties hebben zowel een verkoop- als een marketingafdeling. In sommige organisaties is marketing leidend en in andere organisaties is dit verkoop. Welke afdeling het voortouw neemt, is afhankelijk van het aantal en type klanten. Ook zijn de soort en de hoeveelheid producten en/of diensten die vermarkt worden van invloed op de inrichting van de organisatie.
Vanwege de verschillen in accent is het binnen veel organisaties lastig om marketing en verkoop goed samen te laten werken. Marketing denkt vanuit producten/diensten, is van binnen naar buiten gericht en werkt planmatig en meer op de lange termijn. De markt wordt gezien als een verzameling van groepen klanten met overeenkomstige karakteristieken en behoeften (segmenten, doelgroepen). Verkoop heeft de klant als uitgangspunt, is van buiten naar binnen gericht en werkt meer ad hoc. In verkoop is er veel minder gedacht vanuit segmenten of doelgroepen, maar vanuit de individuele klant. Zo zullen marketeers extra middelen willen inzetten om meer zendtijd voor reclame in te kopen en verkopers deze middelen bij voorkeur inzetten om de prijzen voor de klanten te verlagen.

## Verkooptraject

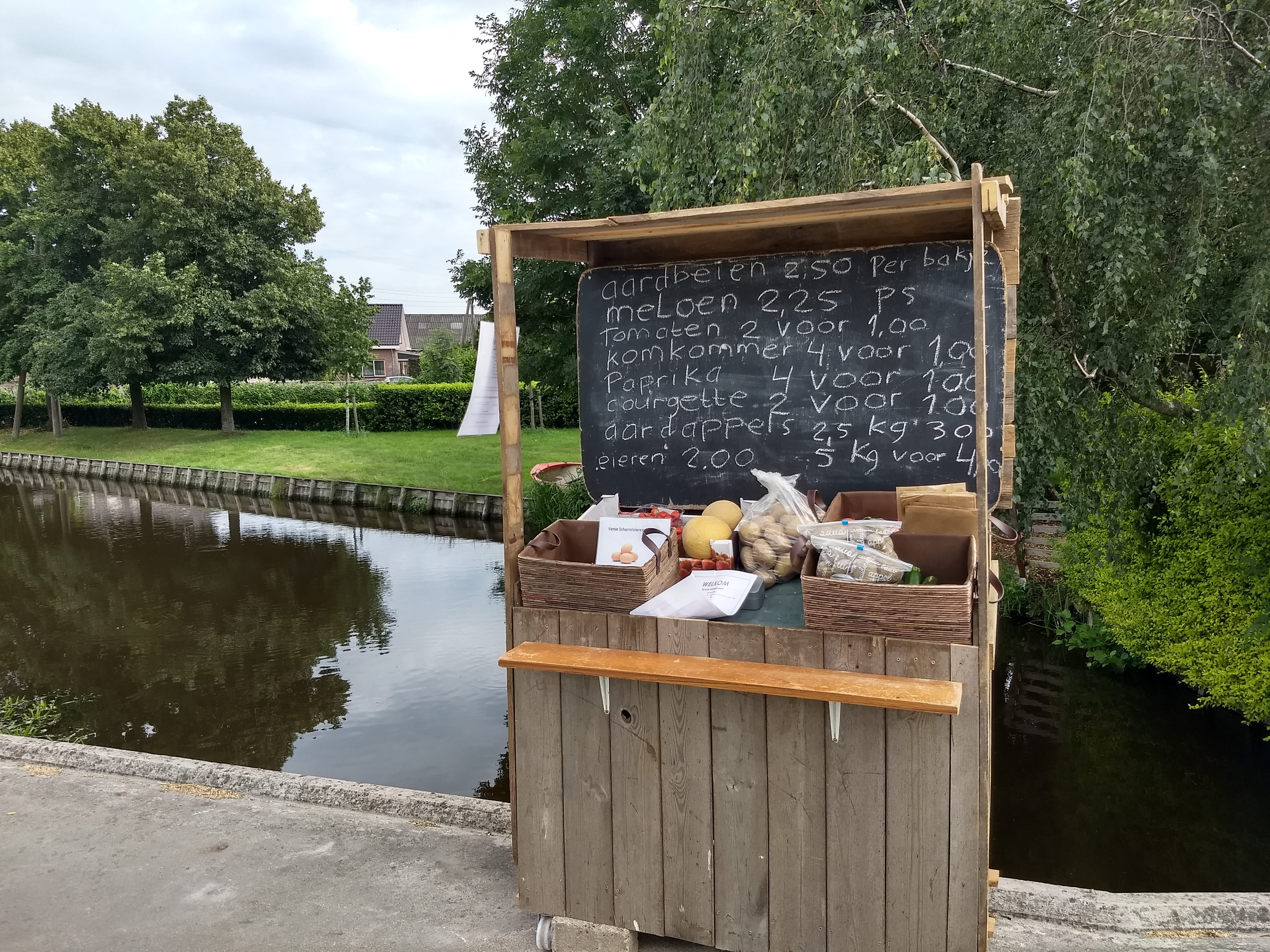
maar het kan ook heel simpel

Afhankelijk van de grootte en professionaliteit van een organisatie worden verschillende stappen in een verkooptraject doorlopen. Het traject bestaat uit:
- oriënteren op de concurrenten voor het product
- oriënteren op de klanten voor het product
- oriënteren op de beslissingsnemers binnen het klantsysteem; de DMU; decision making unit
- promotie maken bij potentiële klanten
- aanbieden van offerte aan klant
- onderhandelen met klanten over inkoop- en verkoopvoorwaarden
- opstellen van een (raam)contract met een klant
- bestelling ontvangen
- opdrachtbevestiging met verkoopvoorwaarden
- goederen of diensten leveren aan klant
- factuur opsturen naar klant met verkoopvoorwaarden
- ontvangst van betaling van klanten

Bij een verkoop tussen een bedrijf en een consument worden meestal enkele stappen overgeslagen. Op een markt worden producten verkocht en meteen betaald. In de fase tussen oriënteren en raamcontract wordt er minder formeel onderhandeld.

## "Verkoop" van een profsporter
Onder de "verkoop" van een profsporter door zijn werkgever aan een nieuwe werkgever wordt een overeenkomst tussen de drie partijen verstaan, waarbij de nieuwe werkgever de oude een vergoeding betaalt voor het akkoord gaan met het ontbinden van de nog lopende arbeidsovereenkomst. Zie ook Transfer (sport).